# Erdosteină
Erdosteina este o substanță cu acțiune mucolitică. Structural este un derivat de tiol dezvoltat pentru tratamentul bronșitei obstructive cronice, inclusiv în exacerbarea acută infecțioasă a bronșitei cronice. Erdosteina conține două grupări de sulfhidril care sunt lansate după efectul de prim pas al metabolismului.
Erdosteina modulează producția de mucus și vâscozitatea acestuia și crește transportul mucociliar, îmbunătățind astfel expectorarea. De asemenea, prezintă activitate inhibitorie împotriva efectelor radicalilor liberi produși de fumul de țigară.

## Utilizare medicală
Erdosteina este utilizată ca agent mucolitic, fluidificator în bolile respiratorii acute și cronice. De fapt, este necesar să modulați vâscozitatea membrelor căilor respiratorii, făcând mucusul mai fluid și mai puțin compact. În acest mod există o creștere a vitezei mucociliare care favorizează îndepărtarea mucusului din căile respiratorii.
Erdosteina s-a dovedit a fi deosebit de utilă în tratamentul tulburărilor cronice și acute care afectează căile respiratorii. În particular, eficacitatea este semnificativă în scăderea simptomelor asociate bolii pulmonare obstructive cronice.

## Nume de mărci
Europa
- Erdomed[11]
- Erdopect
- Erdostin
- Erdotin
- Evosten
- Mucodox
- Mucofor
- Theovix
- Tusselin
- Vectrine

Alte regiuni
- Asdigan
- Biopulmin
- Dostein
- Dostin
- Dostol
- Ectrin
- Edotin
- Erdos
- Esteclin
- Fluidasa
- Mucoflux
- Mucotec
- Mukial
- Zertin
- Vestein (Indonezia)